# 1 Batalion Mostów Kolejowych

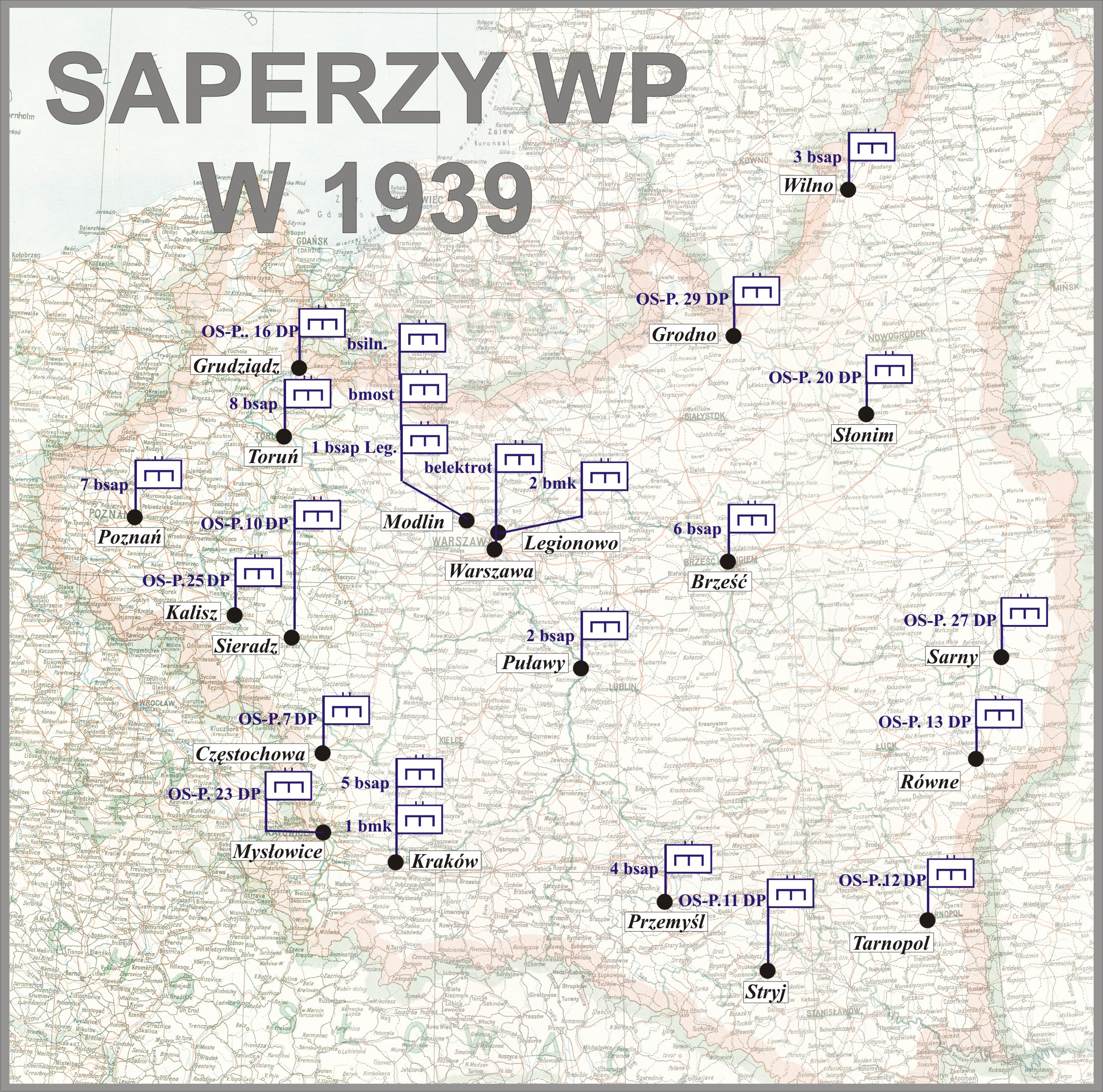
Jednostki saperskie WP w 1939

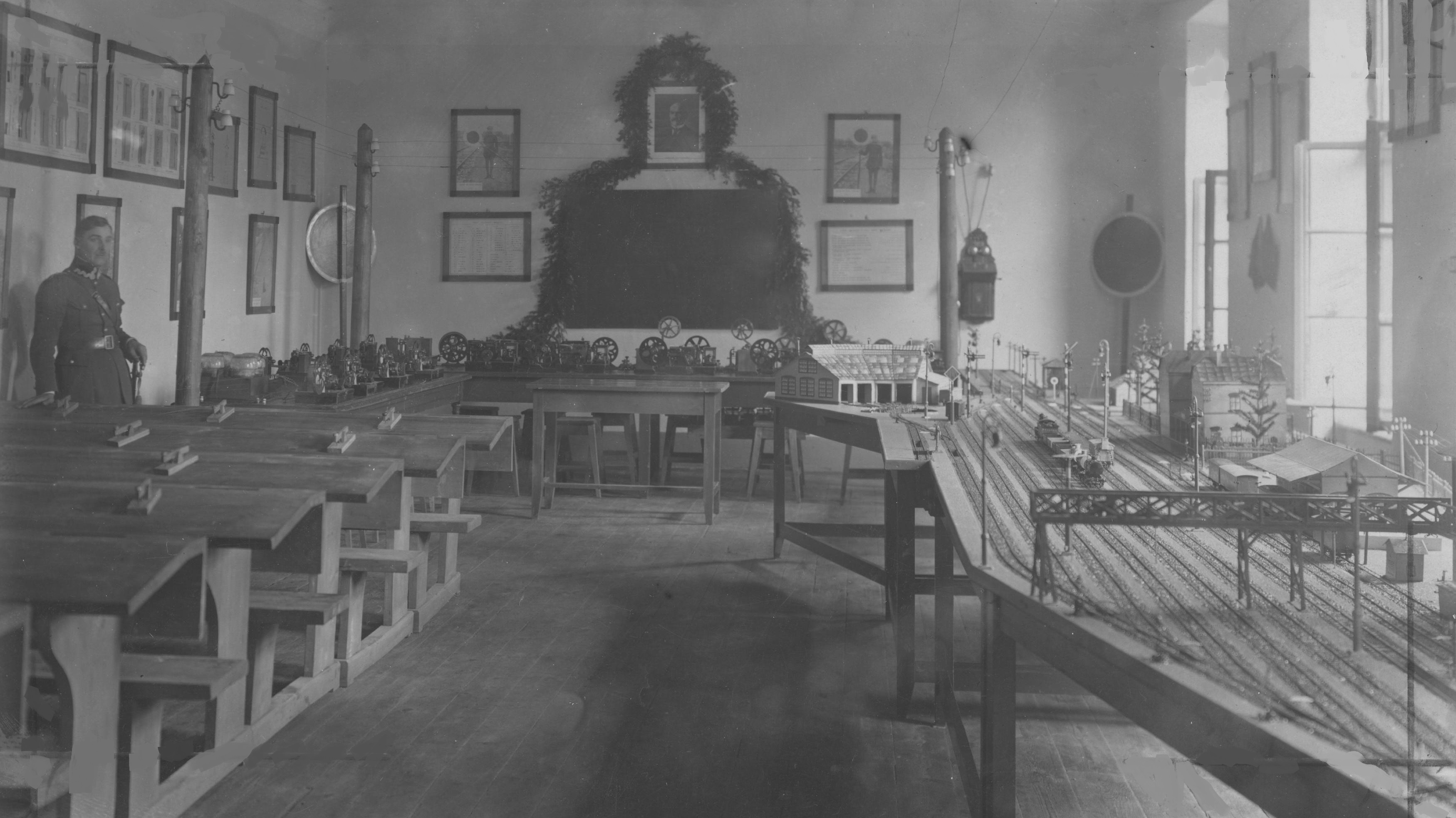
Sala wykładowa służby ruchu i telegrafu 1 bmk w koszarach 1 psap przy ulicy Montelupich w Krakowie

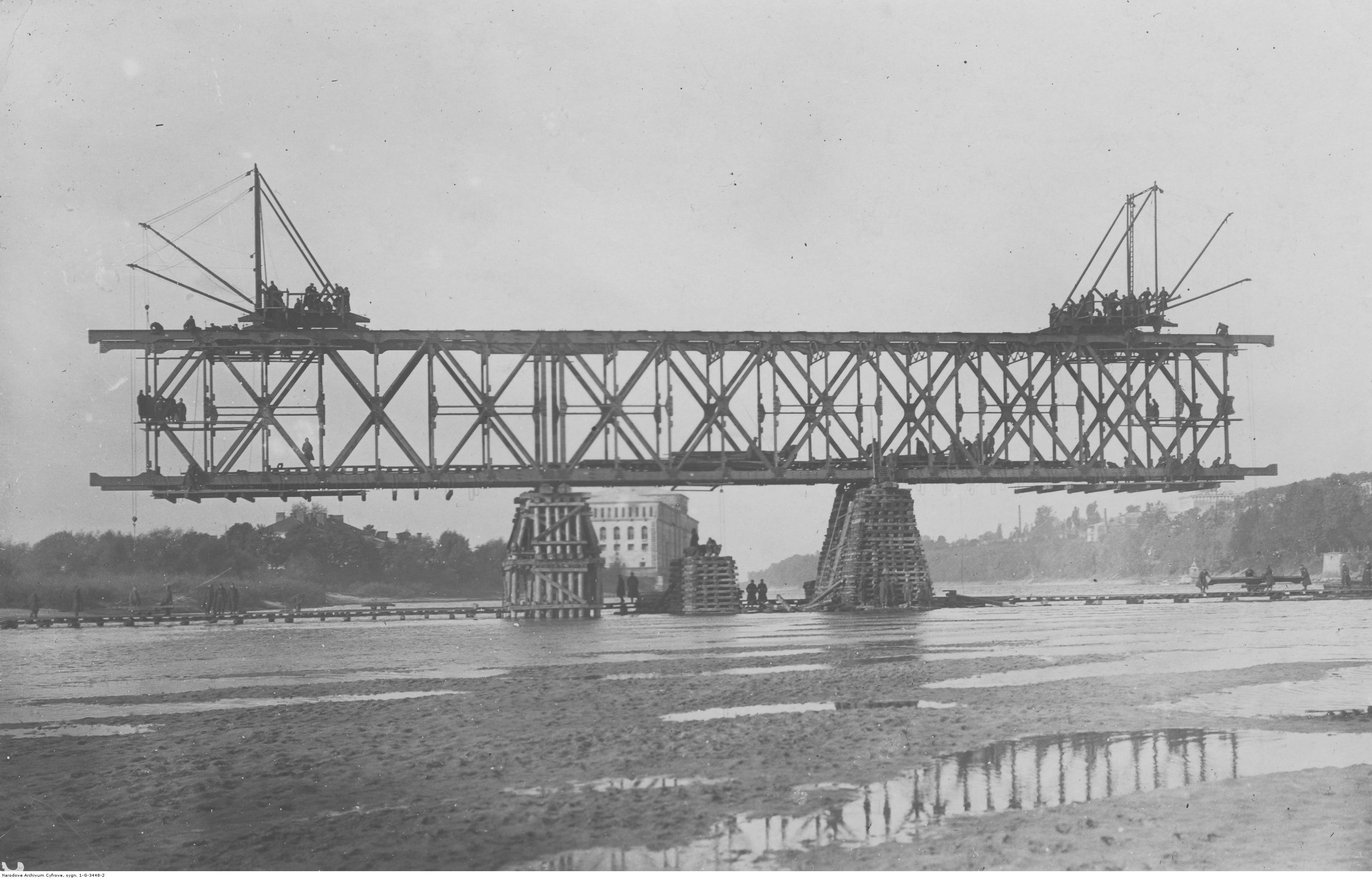
Fragment mostu kolejowego na Narwi budowanego przez 1 i 2 pułk saperów kolejowych; w tle spichlerz Twierdzy Modlin

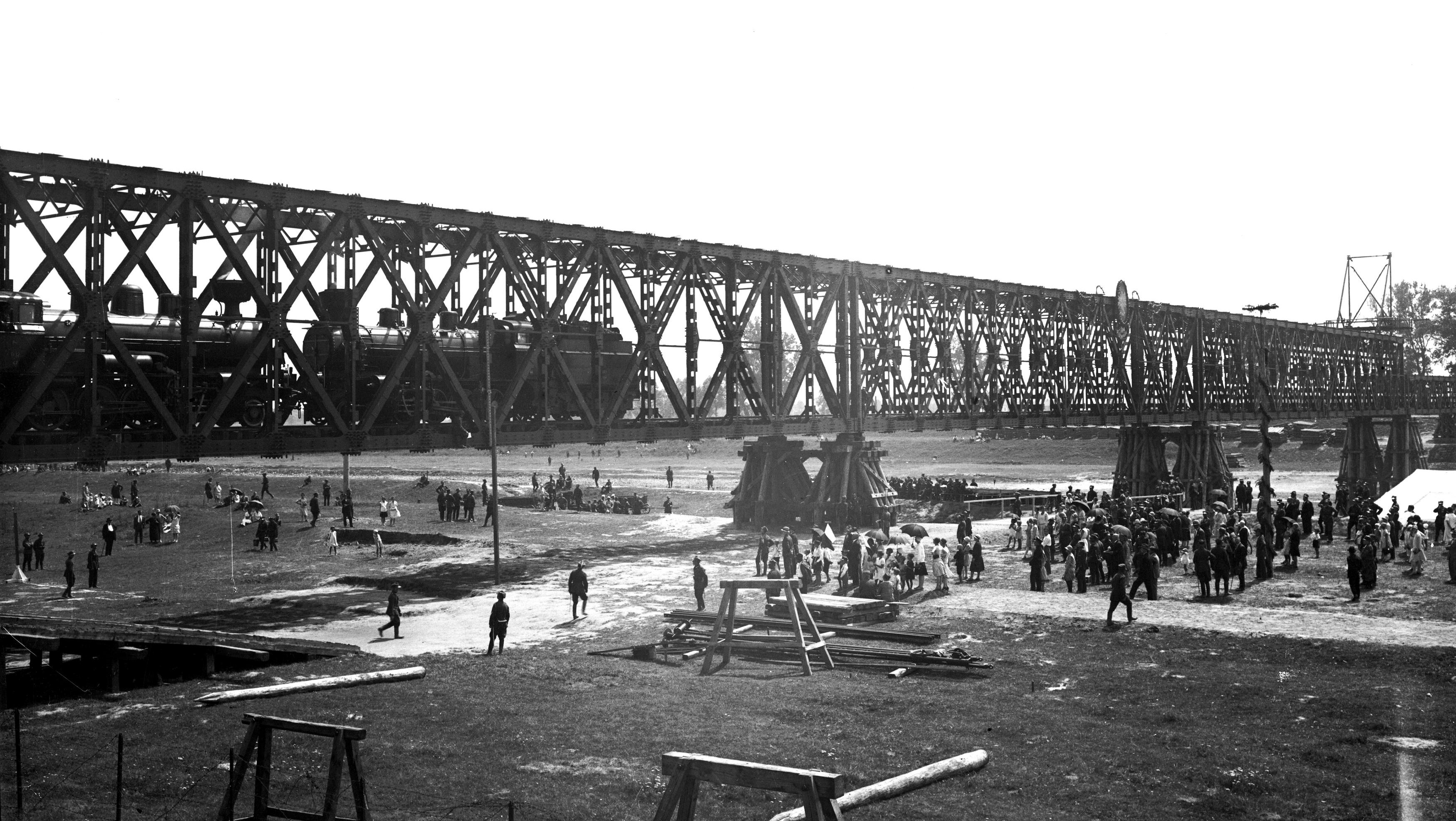
Most kolejowy na Narwi budowany przez 1 i 2 pułk saperów kolejowych; próba obciążenia

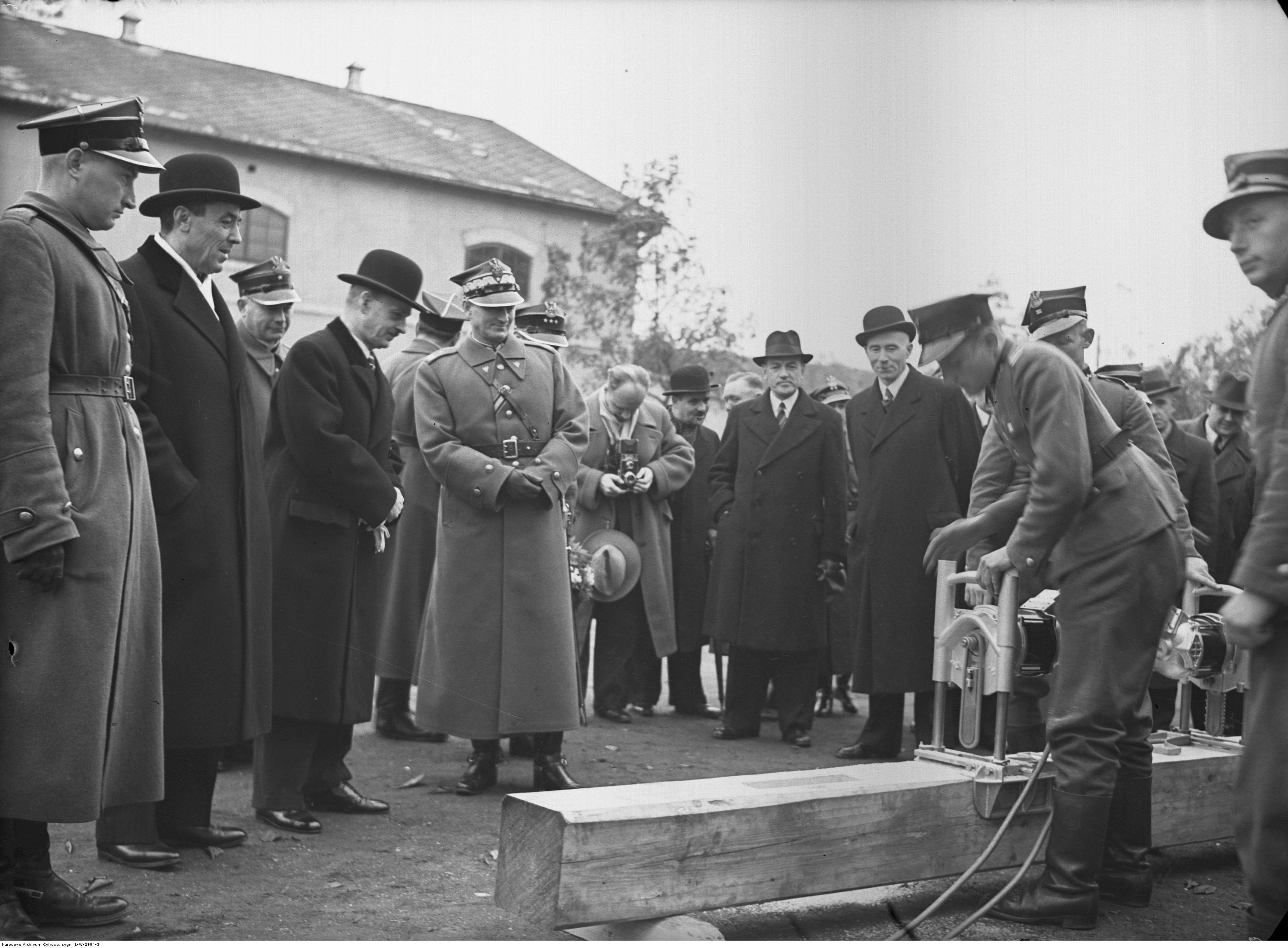
Przekazanie sprzętu wojskowego 1 bmk ufundowanego przez pracowników warsztatów kolejowych w Płaszowie

1 Batalion Mostów Kolejowych (1 bmk) – oddział saperów kolejowych Wojska Polskiego w II Rzeczypospolitej.

## Formowanie i zmiany organizacyjne
1 listopada 1918 roku w Krakowie major Edmund Pedenkowski zorganizował Komendę Kadry Pułku Kolejowego. W grudniu 1918 roku Komenda Kadry utworzyła 1 kompanię zapasową pod dowództwem porucznika Józefa Kołodziejczyka, której zadaniem było uzupełnianie pododdziałów wojsk kolejowych formowanych „w polu”, czyli na obszarze działań wojennych. 22 grudnia 1918 roku dowództwo kadry objął kapitan Jan Deville.
W 1919 roku w skład Kadry Pułku Kolejowego wchodzą następujące komórki organizacyjne i pododdziały: dowództwo, adiutantura, kompania sztabowa, trzy kompanie zapasowe, pluton zapasowy, cztery kompanie zapasowe szkolne (mostowa, drogowa, mechaniczna i ruchowa) oraz oddział demobilizacyjny.
Kadra organizuje i wysyła „w pole” kompanie kolejowe Nr 3, 5, 6 i 7, które zostały wcielone do I i II batalionu wojsk kolejowych, a następnie kompanie kolejowe Nr 10, 13, 14 i 15, które później zostały wcielone do 2 pułku wojsk kolejowych w Jabłonnie. Ponadto kadra i I baon wojsk kolejowych zorganizowała pociągi pancerne: „Piłsudczyk” (p.p. Nr 1), „Śmiały” (p.p. Nr 2) i „Pionier” (p.p. Nr 10) oraz kompanię motorową wojsk kolejowych Nr 1 pod dowództwem porucznika inżyniera Stanisława Langnera, która 16 marca 1919 roku została wcielona do I baonu. Kadra szkoliła również uzupełnienia dla kompanii kolejowych i załóg pociągów pancernych: „Lis-Kula”, „Generał Sikorski”, „Hallerczyk”, „Pierwszy Marszałek”, „Bartosz Głowacki”, „Groźny” i „Śmierć”.
25 stycznia 1919 roku kompania kolejowa Nr 14 pod dowództwem porucznika Alfreda Spetta wyjechała do Chełma i Kowla, gdzie obsługiwała kowelski węzeł kolejowy.
25 lutego 1920 roku Kadra została przemianowana na batalion zapasowy 1 pułku wojsk kolejowych. 22 lutego 1921 roku w Krakowie zmarł podpułkownik Jan Deville. Nowym dowódcą batalionu został podpułkownik Mikołaj Kolankowski.

## W dwudziestoleciu międzywojennym
1 sierpnia 1921 roku został sformowany 1 pułk wojsk kolejowych. W skład pułku zostały włączone dwa samodzielne bataliony kolejowe nr I i II oraz batalion zapasowy 1 pułku wojsk kolejowych. Jednostka stacjonowała w garnizonie Kraków, w koszarach przy ulicy Montelupich. Na dziedzińcu koszar postawiono pomnik ku czci poległych oficerów i żołnierzy pułku.
W latach 1921–1922 detaszowany pluton zbudował kolejkę górską na Halę Gąsienicową, którą dowożono kamień i piasek do budowy schroniska. Uroczyste otwarcie schroniska odbyło się w niedzielę 12 lipca 1925. Schronisko otworzył Prezydent RP Stanisław Wojciechowski, który przybył z Krakowa, gdzie uczestniczył w ceremonii wręczenia chorągwi pułkowej.
20 czerwca 1924 roku, w dniu święta pułku, na dziedzińcu koszar, został odsłonięty pomnik poświęcony oficerom i szeregowym 1 pułku wojsk kolejowych poległym za Ojczyznę w latach 1918–1921. Projektantem i wykonawcą pomnika był porucznik Stefan Zwierzyna.
1 października 1924 roku, w związku reorganizacją wojsk kolejowych, 1 pułk wojsk kolejowych został przeformowany i przemianowany na 1 pułk saperów kolejowych.
27 marca 1925 roku pułkownik Kolankowski uzyskał zgodę Ministerstwa Spraw Wojskowych i Ministerstwa Kolei Żelaznych na objęcie przez pułk lokalnej linii kolejowej Kraków – Kocmyrzów. W związku z powyższym została utworzona komenda linii ćwiczebnej i poligonu, na czele której stanął mjr inż. Józef Kołodziejczyk, a jego zastępcą i instruktorem służby ruchu został kpt. Ludwik Pustelnik. Długość linii wraz z odgałęzieniem Czyżyny – Mogiła wynosiła 18 436 m, a stacją początkową były Grzegórzki. 8 kwietnia 1925 roku żołnierze pułku samodzielnie rozpoczęli pełnić służbę na linii ćwiczebnej.
19 maja 1927 roku Minister Spraw Wojskowych marszałek Polski Józef Piłsudski ustalił i zatwierdził dzień 20 czerwca, jako datę święta pułkowego. Pułk obchodził swoje święto w rocznicę odwrotu spod Zmierzynki w 1920 roku, w czasie którego współdziałały ze sobą kompanie kolejowe obu batalionów. Po raz pierwszy pułk obchodził swoje święto 20 czerwca 1922 roku. W 1925 roku święto obchodzono 11 lipca, w dniu przyjazdu Prezydenta RP do Krakowa na ceremonię wręczenia chorągwi. W 1930 roku święto obchodzono wspólnie z 2 baonem mostów kolejowych. Obchody miały miejsce 27 września w Kutach i były połączone z ceremonią poświęcenia mostu drogowo-kolejowego przez Czeremosz, w budowie którego uczestniczyli żołnierze batalionu.
20 października 1929 roku została wprowadzona nowa organizacja saperów na stopie pokojowej P.S. 1-720. Na jej podstawie dotychczasowy 1 pułk saperów kolejowych został przeformowany w 1 batalion mostów kolejowych. Batalion został podporządkowany dowódcy 4 Brygady Saperów, a w marcu 1934 roku dowódcy 3 Brygady Saperów. W grudniu 1934 roku jednostka została włączona w skład 1 Grupy Saperów.

## Mobilizacja 1939
1 batalion mostów kolejowych był jednostką mobilizującą. Zgodnie z planem mobilizacyjnym „W” batalion sformował w Krakowie dwadzieścia sześć pododdziałów wojsk kolejowych:

w dniach 24–26 sierpnia 1939, w mobilizacji alarmowej, w grupie jednostek oznaczonych kolorem brązowym, podgrupa 2,
- dowództwo grupy wojsk kolejowych nr 51 (G2 + 24[b]) dla Armii „Kraków”
- dowództwo grupy wojsk kolejowych nr 52 (G2 + 24) dla Armii „Łódź”
- kompania mostów kolejowych nr 51 (G2 + 24)
- kompania mostów kolejowych nr 52 (G2 + 30)
- kompania mostów kolejowych nr 53 (G2 + 36)
- kompania mostów kolejowych nr 54 (G2 + 42)
- kompania mostów kolejowych nr 55 (G2 + 48)
- kompania mostów kolejowych nr 56 (G2 + 60)

w dniach 31 sierpnia – 4 września 1939, w I rzucie mobilizacji powszechnej:
- dowództwo grupy wojsk kolejowych nr 53 (- 4 –[c]) dla Armii „Modlin”
- dowództwo grupy wojsk kolejowych nr 54 (- 4 -) dla Dowódcy Wojsk Kolejowych w Polu
- kompania mostów kolejowych nr 57 (- 4-)
- kompania mostów kolejowych nr 58 (- 4-)
- kompania mostów kolejowych nr 59 (- 5-)
- kompania mostów kolejowych nr 60 (- 5-)
- kompania mostów kolejowych nr 61 (- 5-)
- kompania mostów kolejowych nr 62 (- 5-)
- kompania mostów kolejowych nr 63 (- 5-) dla Armii „Kraków”
- kompania mostów kolejowych nr 64 (- 5-)
- kompania mostów kolejowych nr 65 (- 5-) dla Armii „Kraków”
- czołówka warsztatowa mostów kolejowych typ I nr 5 (- 6 -) dla Armii „Kraków”
- czołówka warsztatowa mostów kolejowych typ I nr 6 (- 6 -)
- czołówka warsztatowa mostów kolejowych typ II nr 7 (- 7 -)
- stacja elektrowagonowa nr 5 (- 6 -)
- stacja elektrowagonowa nr 6 (- 6 -)
- stacja elektrowagonowa nr 7 (- 7 -)

w dniach 4–8 września 1939, w II rzucie mobilizacji powszechnej:
- Ośrodek Zapasowy Saperów Mostów Kolejowych nr 1 (X + 4[d])

Z chwilą zakończenia mobilizacji batalion został rozformowany.

## Działania bojowe zmobilizowanych jednostek 1 batalionu mostów kolejowych

### Dowództwa Grup Wojsk Kolejowych (GWK)
W ramach planu mobilizacyjnego w batalionie utworzono cztery Dowództwa Grup Wojsk Kolejowych, dwie utworzono podczas mobilizacji alarmowej w grupie „brązowej”, dwie w trakcie mobilizacji powszechnej. Zgodnie z etatem każde z dowództw GWK składała się: dowódcy, pocztu, kwatermistrzostwa i drużyny gospodarczej. Stan osobowy to 7 oficerów i 10 szeregowych. Dysponowała 1 samochodem osobowym, 1 rowerem, 1 wozem taborowym, 2 końmi, niektóre grupy miały jeszcze dodatkowo 1 samochód osobowy, 1-2 motocykle. Ponadto dysponowała taborem kolejowym: parowóz typu lekkiego, wagon osobowy, wagon towarowy kryty, platforma.

#### Dowództwo Grupy Wojsk Kolejowych nr 51
Zmobilizowane w alarmie 25 sierpnia 1939 roku. Przydzielone do Armii „Kraków”. Zgodnie z planem miały podlegać: 56 kompania mostów kolejowych, 161 i 162 kompania robocza drogowo-kolejowa. Od 25 do 29 sierpnia dowództwo grupy uczestniczyło w odprawach na szczeblu Szefa Komunikacji Wojskowej i szefa kolejnictwa Armii „Kraków” oraz spotkaniach koordynacyjnych w DOKP Kraków. 29 sierpnia dowództwo grupy uczestniczyło w oględzinach uszkodzeń dworca w Tarnowie po zamachu dywersyjnym. 1 września 1939 roku nadzorowano usuwanie skutków katastrofy kolejowej pod Grodkowicami siłami plutonów z 56 kmk i 171 krd-k. 2 września dowództwo koordynowało naprawy odcinka kolejowego Kraków–Czarna przez siły 56 kmk i 171 krd-k, po niemieckich bombardowaniach lotniczych. 3 września dowództwo koordynowało naprawy uszkodzeń i ewakuację transportów kolejowych na wschód z węzła krakowskiego PKP. Tego dnia GWK nr 51 została wzmocniona 63 kmk. 5 września na rozkaz szefa kolejnictwa Armii „Kraków”, 51 GWK udała się do Tarnowa celem koordynacji prac naprawczych na węźle tarnowskim pracowały tam 63, 64 i 65 kmk. W wyniku dalszych nalotów kompanie te straciły około 10 poległych i 30 rannych saperów. Z uwagi na nalot na stację kolejową w Dębicy dowódca grupy po oględzinach stacji skierował do usuwania skutków uszkodzeń i naprawy 21 kompanię drogowo-kolejową. 6 września z uwagi na otrzymane rozkazy nakazał przygotować do wysadzenia most kolejowy na Dunajcu, w tym celu wydzielił drużynę saperów z 200 kg materiału wybuchowego. Tego dnia 51 dowództwo GWK nadzorowało i koordynowało ruch kolejowy w Tarnowie z uwagi na ewakuację miasta i węzła PKP. 7 września, z uwagi na zbliżanie się czołowych oddziałów niemieckich do Tarnowa, o godz. 4.00 wysadzono most na Dunajcu. Ewakuowano się do Sędziszowa. 8 września dowództwo grupy nadzorowało naprawę uszkodzeń i zapewnienie drożności torów w rejonie Jarosławia przez 59 kmk. 9 września po przybyciu do Przemyśla dowódca grupy nakazał odbudowę po zniszczeniach na skutek bombardowań torów do Medyki przez 59 kmk. 10 września dowódca 51 GWK po rozpoznaniu szlaków kolejowych w kierunku wschodnim skierował 51 GWK do Mościsk, a następnie do Sądowej Wiszni, natomiast 55 kmk nakazał usuwanie skutków nalotów na szlaku do Lwowa. W Mościskach skierowano 182 kompanię roboczą drogowo-kolejową do udrożnienia i naprawy toru kolejowego w obrębie Mościsk, a obecnej na miejscu części 72 kompanii ruchowo-kolejowej rozkazano prowadzić i regulować ruch na odcinku Przemyśl-Mościska. 11 września żołnierze 51 GWK uruchomili pompę wodną na stacji w Sądowej Wiszni dla zaopatrzenia parowozów. 12 września na odprawie w DOKP Lwów i szefa kolejnictwa Armii „Kraków” podporządkowano dowódcy grupy 122 krd-k na węźle lwowskim oraz kompanię pracowników PKP. Z rozbitych jednostek saperów podjęto odtwarzanie 56 i 65 kmk oraz 171 krd-k. Z uwagi na pojawienie się oddziałów niemieckich na obrzeżach Lwowa, kompania pracowników PKP zbiegła z węzła, a autobusy PKP odjechały do Tarnopola. 16 września rozkazem delegata Sztabu Głównego przy Okręgowej Dyrekcji Kolei Państwowych we Lwowie ppłk. dypl. art. Stanisława Turka, 51 GWK udała się do Stanisławowa celem pobrania z OZSMK nr 1 sformowanego pododdziału saperów i sprzętu do utrzymania ruchu kolejowego na wschód od Lwowa. 17 września po otrzymaniu wiadomości o wkroczeniu wojsk sowieckich w granice II RP, 51 GWK wraz z OZSMK nr 1 wyruszyła do Kut. 18 września przed przejściem granicznym personel grupy naprawił nawierzchnię na moście, umożliwiając ruch kołowy. Tego dnia po południu GWK nr 51 przekroczyła granicę rumuńską w składzie 6 oficerów i 18 szeregowych.
Obsada dowództwa
- dowódca grupy – mjr sap. Tadeusz Franciszek Foryś
- zastępca dowódcy – por. sap. rez. inż. Zbigniew Warzeszkiewicz
- adiutant – por. sap. rez. inż. Kazimierz Jędrusek
- oficer materiałowy – ppor. piech. rez. Czesław Kostecki
- płatnik – ppor. piech. rez. Tadeusz Franciszek Boro[e]
- oficer żynościowy – ppor. sap. rez. Piotr Pawluk
- lekarz – ppor. lek. rez. Roman Józef Mirek

#### Dowództwo Grupy Wojsk Kolejowych nr 52
Zmobilizowane w alarmie 25 sierpnia 1939 roku. Przydzielone do Armii „Łódź”. Zgodnie z planem miała jej podlegać 20 kmk. 29 sierpnia 52 GWK dotarła dworca Łódź-Kaliska, podjęła rozpoznanie rejonu przyszłych działań, zbierano dokumentację obiektów przeznaczonych do ewentualnego zniszczenia itp. Podporządkowana jej 20 kmk nie dotarła do Łodzi, do 6 września nie miała okazji włączyć się do działań, tego dnia na rozkaz szefa kolejnictwa Armii „Łódź” udała się do Warszawy. 10 września 52 GWK znalazła się w Warszawie, por. W. Borusiewicz został przeniesiony na stanowisko zastępcy dowódcy 12 kmk. Działania 52 GWK zakończyły się 27 września 1939 roku w dniu kapitulacji stolicy.
Obsada personalna dowództwa
- dowódca grupy – mjr sap. Zygmunt Kimmerling[18]
- zastępca dowódcy grupy – por. sap. Władysław Borusiewicz
- oficer płatnik – por. sap. rez. Jerzy Witold Barbaro[19]

#### Dowództwo Grupy Wojsk Kolejowych nr 53
Zmobilizowane w I rzucie mobilizacji powszechnej. Przydzielone do Armii „Modlin”, dowódcą grupy był kpt. Włodzimierz Wojciechowski. Zgodnie z planem miała jej podlegać 22 kmk. Po zakończeniu mobilizacji nocą 2/3 września 53 GWK wyjechała transportem kolejowym do miejsca postoju Armii „Modlin”. W trakcie jazdy transport z powodu zniszczeń kolejowych został zablokowany w miejscowości Jastrząb, po odblokowaniu 6 września, udał się w dalszą podróż docierając 7 września do stacji Warszawa-Praga. Na rozkaz z dowództwa Armii „Modlin” GWK nr 53 dyslokowana została do Rembertowa. Na miejscu pozostawiono transport kolejowy, do transportu wykorzystano dodatkowo przydzielony samochód ciężarowy. W trakcie bombardowania stacji w Rembertowie część szeregowych zdezerterowała. 9 września, pozostałość 53 GWK udała się w kierunku Włodawy, gdzie przemieścił się sztab Armii „Modlin”/Armii gen. Przedrzymirskiego. Trasa jazdy zmotoryzowanego dowództwa 53 GWK wiodła przez Chełm Lubelski, Hrubieszów, Rejowiec do Krasnobrodu, gdzie została rozwiązana.

#### Dowództwo Grupy Wojsk Kolejowych nr 54
Zmobilizowane w I rzucie mobilizacji powszechnej. Przydzielone do Armii „Karpaty”, dowódcą grupy był kpt. inż. Henryk Oszczakiewicz, zastępcą dowódcy kpt. inż. Jan Lissak. Po zmobilizowaniu i pobraniu sprzętu nocą 2/3 września 1939 roku 54 GWK odjechała do Rzeszowa. Z uwagi na zniszczenia spowodowane nalotami lotnictwa niemieckiego GWK nr 54 dotarła do Rzeszowa 4 września i objęła nadzorem i koordynacją szlak kolejowy Tarnów-Rzeszów. 5–6 września dowództwo kierowało pracami 56 kmk w rejonie stacji kolejowej Dębica. Z uwagi na zarządzoną ewakuację taboru z trasy Tarnów-Rzeszów 8 września GWK nr 54 wyruszyła do Lwowa. 11 września przybyła do Lwowa, skąd z uwagi na brak zajęcia, otrzymała rozkaz odjazdu do Stanisławowa do OZSMK nr 1, gdzie znalazła się 14 września. Do 17 września dowództwo 54 GWK kierowało pracami przy odbudowie stacji kolejowej Chryplin. 17/18 września na rozkaz dowódcy Ośrodka Zapasowego Saperów Mostów Kolejowych nr 1 przez Kołomyję i Śniatyń grupa ewakuowała się w kierunku granicy z Rumunią drogą kołową. Granicę rumuńską przekroczyła 19 września i została internowana.

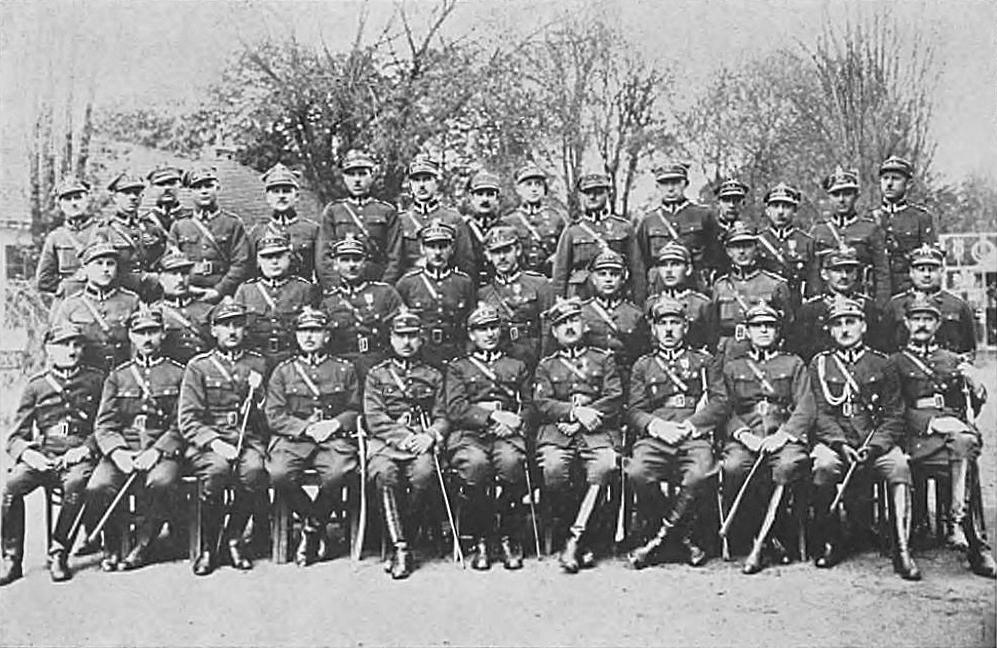
Kadra oficerska 1 Pułku Saperów Kolejowych w 1927

### Kompanie mostów kolejowych (kmk)
W ramach mobilizacji alarmowej i powszechnej 1 bmk zmobilizował 15 kompanii mostów kolejowych. Zadaniem kompanii było utrzymanie w stanie przejezdnym wytypowanych linii kolejowych, miały odbudowywać mosty, wiadukty i przepusty kolejowe, zniszczone lub uszkodzone w trakcie działań bojowych. Każda kompania mostów kolejowych składała się z; dowódcy, pocztu dowódcy z kancelarią, drużyny łączności, obsługami ckm, 4 plutonów budowlanych, plutonu elektrotechnicznego, plutonu gospodarczego. Etat kmk, to; 7 oficerów, 308 szeregowych. Kompania poruszała się w 5 składach kolejowych (dla plutonów budowlanych: 4 parowozy typu lekkiego, 16 wagonów krytych 10T mieszkalne, 4 wagony kryte 15T na sprzęt 8 platform 15T na materiał nawierzchniowy, drezyny i ckm plot.), (dla bazy kompanii tj. dowództwa, plutonu elektrotechnicznego i plutonu gospodarczego: parowóz typu ciężkiego, 4 platformy 15T z przęsłem mostowym i palami drewnianymi, materiałem nawierzchniowym, kafarami, drezyną i ckm plot., wagon 10T z materiałami wybuchowymi, 3 wagony kryte 15T ze sprzętem technicznym i warsztatem, platforma 10T z 2 kuchniami polowymi, wagon osobowy oficerski, 4 wagony kryte 10T mieszkalne saperów, 6 wagony kryte 10T; sanitarny i kancelaria, wartownia, podoficerski mieszkalny, magazyn broni i mundurowy, kuchenny, 2 kryte 10T magazyny żywności, platforma 15T na pojazdy), gdzie przewożono sprzęt, wyposażenie i cały stan osobowy, dodatkowo dysponowano 1 samochodem osobowym, 1 samochodem ciężarowym, 1-2 motocyklami oraz niektóre kmk posiadały ciągniki na prowadnicach szynowych typu C4P lub C7P oraz C2P. Uzbrojenie zespołowe kmk to 5 ckm plot.

#### 51 kompania mostów kolejowych
Sformowana w mobilizacji alarmowej 24–25 sierpnia 1939 roku, dowodził kompanią por. Witold Niepokojczycki. Zgodnie z planem 51 kmk podlegała bezpośrednio pod Dowódcę Wojsk Kolejowych w Polu. Zadaniem jej było utrzymanie ruchu na linii kolejowej Siedlce-Czeremcha. 27 sierpnia kompania opuściła Kraków udała się na wyznaczony odcinek. Dalsze jej losy są nieznane.

#### 52 kompania mostów kolejowych
Sformowana w mobilizacji alarmowej 24–25 sierpnia 1939 roku, dowodził kompanią kpt. Julian Mościbrodzki. Zgodnie z planem 52 kmk podlegała bezpośrednio pod Dowódcę Wojsk Kolejowych w Polu. Jej zadaniem było utrzymanie w przejezdności i ruchu węzła warszawskiego. 27 sierpnia kompania odjechała do warszawy. 52 kmk pracowała podczas oblężenia Warszawy pod ogniem artylerii niemieckiej i była wielokrotnie bombardowana przez niemieckie lotnictwo. Stacjonowała podczas walk o stolicę w tunelu kolei średnicowej w Warszawie. Ponosząc straty w poległych i rannych. W trakcie walk wyróżniła się poprzez naprawę wiaduktu kolei średnicowej pod ostrzałem niemieckiej broni maszynowej i artylerii, a następnie ściągnęła z „ziemi niczyjej” na Grochowie pociąg wypełniony amunicją artyleryjską. Podczas tych działań poniosła straty osobowe w poległych i rannych saperach. Działała do kapitulacji garnizonu Warszawy i złożyła broń w dniu 28 września 1939 roku.

#### 53 kompania mostów kolejowych
Sformowana w mobilizacji alarmowej 24–25 sierpnia 1939 roku, dowodził kompanią kpt. Jan Moroz. Zgodnie z planem 53 kmk podlegała bezpośrednio pod Dowódcę Wojsk Kolejowych w Polu. Jej zadaniem było utrzymanie w przejezdności i ruchu odcinka linii kolejowej Czeremcha-Brześć nad Bugiem. 27 sierpnia 53 kmk opuściła Kraków i wyjechała na wyznaczony odcinek. Od 1 września 1939 kompania pracowała na wyznaczonym odcinku naprawiając skutki niemieckich ataków lotniczych. 5 września I pluton 53 kmk na zbombardowanej stacji kolejowej Czeremcha naprawiał tory kolejowe i odbudowywał stację, podczas bombardowania poległ 1 saper. 6 września ze względu na zbombardowanie dwóch mostów na rzece Nurzec 53 kmk naprawiła most „kratownicowy”, a drugi most 16 kmk. W następnych dniach kompania naprawiała obiekty kolejowe w rejonie Czeremchy. 13 września I pluton pracował na stacji kolejowej Narewka. Dalsze losy 53 kmk nie są znane. Prawdopodobnie kompania znalazła się w Kowlu i tam 20 września wieczorem po wkroczeniu wojsk sowieckich został natychmiast rozstrzelany dowódca kompanii kpt. Moroz.

#### 54 kompania mostów kolejowych
Sformowana w mobilizacji alarmowej 24–26 sierpnia 1939 roku, dowodził kompanią por. Władysław Kryk. Zgodnie z planem 54 kmk podlegała bezpośrednio pod Dowódcę Wojsk Kolejowych w Polu. Jej zadaniem było utrzymanie w przejezdności i ruchu odcinka linii kolejowej Warszawa-Wilno na odcinku Łapy-Sokółka, stacjonować miała w Białymstoku. 29 sierpnia kompania pojechała z Krakowa do Białegostoku, dotarła na miejsce 31 sierpnia. Działania 54 kmk w pierwszych dniach września są nieznane. Od 5 września część kompanii pracowała w rejonie zbombardowanej stacji kolejowej Czeremcha, była przez następne dni wielokrotnie atakowana przez lotnictwo niemieckie. Od 9 września kompania miała zadanie utrzymać w przejezdności i ruchu odcinek Bielsk Podlaski-Czeremcha, skąd załadowała się i odjeżdżała 35 DP rez. do Lwowa. W trakcie prac kompanii część znalazła się w Hajnówce, część w Bielsku Podlaskim. 11 września po skoncentrowaniu całej 54 kmk w Czeremsze, na rozkaz Dowódcy Wojsk Kolejowych w Polu wyruszyła kompania do Wołkowyska. Po dotarciu kompania utrzymywała ruch na odcinku Wołkowysk-Narewka. Następnie na odcinku Wołkowysk-Baranowicze. 17 września na rozkaz DWKwP płk. Władysława Spałka kompania udała się do Wilna. Po dotarciu do celu 18 września na rozkaz z dowództwa OK III pozostawiła sprzęt w Wilnie i 19 września udała się do Grodna, gdzie miał być sprzęt innej kompanii. 20 września z Grodna dotarła 21 września do Druskiennik. 22 września 54 kmk przekroczyła granicę litewską i została internowana.

#### 55 kompania mostów kolejowych
Sformowana w mobilizacji alarmowej 24–26 sierpnia 1939. Dowodził kompanią kapitan Józef Łatwajtis. Zgodnie z planem 55 kmk podlegała bezpośrednio pod Dowódcę Wojsk Kolejowych w Polu. Jej zadaniem było utrzymanie w przejezdności i ruchu odcinka linii kolejowej Kraków-Lwów na odcinku Jarosław-Rzeszów. Miejscem postoju miał być Przeworsk, dokąd kompania wyjechała 27 sierpnia. Przystąpiono do uruchamiania warsztatów i pozyskiwania brakującego sprzętu torowego. 1 września kompania pracowała bez zmian, a od 2 września pracowała noc i dzień przy naprawie uszkodzeń na stacjach kolejowych w Przeworsku i Leżajsku i na linii pomiędzy tymi miejscowościami. 8 września kompania odbudowała stację Przeworsk po bombardowaniu. 9 września otrzymała rozkaz marszu do Lwowa, powiadomiony III pluton podporucznika Mazura samodzielnie wycofał się przez Jarosław już pieszo, Radymno, Lwów, skąd skierowano pluton do Brodów i następnie nocą 15/16 września dołączył do OZSMK nr 1 w Stanisławowie. Pozostałą część 55 kmk dowódcy udało się zebrać na stacji kolejowej Żurawica 10 września. Na rozkaz mjr Forysia kompania po rozładowanym torze udała się przez Przemyśl do Medyki. W trakcie jazdy wielokrotnie dokonywała napraw torów zniszczonych bombardowaniem. Kompania udała się do Lwowa. Dalsze jej losy nie są znane.
Obsada personalna kompanii:
- dowódca kompanii – kpt. sap. Józef Łatwajtis †1940 Charków[28],
- zastępca dowódcy i oficer techniczny – por. sap. Franciszek Kulesza †20–22 IV 1940 Katyń[29],
- dowódca I plutonu – ppor. sap. rez. inż. Michał Peżański[30],
- dowódca II plutonu – ppor. sap. rez. Szymon Idrjan[31] †16–19 IV 1940 Katyń[32],
- dowódca III plutonu – ppor. sap. rez. inż. Stanisław Mazur,
- dowódca IV plutonu – ppor. sap. rez. inż. Jan Marian Grabowski[30] (chory od 8 IX 1939)[33],
- dowódca plutonu elektrotechnicznego – por. sap. rez. inż. Stanisław Golczewski[34] †16 III 1977 Kraków[35],
- szef kompanii – sierż. Władysław Turek[36].

#### 56 kompania mostów kolejowych
Sformowana w mobilizacji alarmowej 24–27 sierpnia 1939 roku, dowodził kompanią por. Tadeusz Wróblewski, zastępcą dowódcy kompanii był ppor. Zbigniew Wojciech Karwiński. Zgodnie z planem 56 kmk podlegała bezpośrednio pod Dowódcę Wojsk Kolejowych w Polu. Jej zadaniem było utrzymanie w przejezdności i ruchu odcinka linii kolejowej Kraków-Dębica. Miejscem postoju był Kraków. Kompania została podporządkowana dowódcy 51 GWK. 31 sierpnia do Piwnicznej zostały wysłane dwa plutony celem odbudowy mostu na Popradzie wysadzonego przed wybuchem wojny. Od 1 września pozostałe plutony rozpoczęły pracę na wyznaczonych odcinkach. III pluton wraz z plutonem 171 krd-k usuwał skutki katastrofy kolejowej w Grodkowicach. Po wybuchu wojny ściągnięto plutony z Piwnicznej. Na powierzonym odcinku 2 i 3 września odbudowywano tory kolejowe, usuwano niewybuchy bomb lotniczych, likwidowano dwa karambole kolejowe, naprawiano sieć łączności kolejowej. Od 3 września z uwagi na ewakuację Krakowa zaczęto przemieszczać poszczególne plutony do Tarnowa. 4 września część kompanii usuwała zniszczenia na stacji Słotwina-Brzesko, jednocześnie gaszono pożar wagonów i okolicznych lasów. W związku z zauważeniem spadochroniarzy niemieckich w okolicach stacji i lasu, którzy prawdopodobnie wywołali pożar, wysłano celem dokonania obławy I pluton, który schwytał 10 spadochroniarzy niemieckich. Od dowódcy saperów Armii „Kraków” dowódca kompanii otrzymał rozkaz wycofania się do Rzeszowa. Do 4 września 56 kmk utraciła 10% stanu osobowego poległych i rannych w wyniku bombardowań. 4 września nastąpił odwrót kompanii z Krakowa w kierunku Bochni, dokonywano w drodze wielu napraw linii kolejowych i łączności oraz pracowano na dotychczasowych odcinkach. 7 września nadszedł z DOKP Kraków spóźniony rozkaz wycofania wszystkich pociągów z odcinka Dębica-Rzeszów. Stopień zniszczeń torów kolejowych i infrastruktury kolejowej był duży, a szlak był bardzo zakorkowany częściowo porozbijanymi składami. Jeden z plutonów pieszo pomaszerował do Dębicy. Nocą 6/7 września trzy plutony i baza, w tym dwa pieszo dotarły do mostu na Dunaju pod Tarnowem, tam zostały ostrzelane przez dywersantów, w efekcie zaistniałej paniki kompania rozproszyła się. 7 września na stojące pociągi lotnictwo niemieckie wykonało atak niszcząc je, jednoczenie most na Dunajcu został wysadzony. 8 września wokół IV plutonu w Dębicy dowództwo kompanii usiłowało zebrać rozproszonych saperów 56 kmk, zebrano zaledwie 2/5 stanu kompanii. Nocą 8/9 września rozpoczęto odwrót kompanii w kierunku Lwowa w składzie kolejowym IV plutonu dokonując napraw pod dowództwem ppor. Karwińskiego. Naloty lotnictwa niemieckiego, ostrzeliwanie transportu przez dywersantów, kilkakrotne wybuchy paniki i oddalenia w poszukiwaniu żywności doprowadziły, do tego że stan kompanii spadł do 60 żołnierzy w dniu 11 września, gdy resztki 56 kmk dotarły do Jarosławia. Z uwagi na niemożliwą dalszą jazdę na rozkaz ppor. Karwińskiego saperzy opuścili pociąg i pomaszerowali pieszo, ponadto pojawiły się zmotoryzowane patrole niemieckie. Wobec powyższego pozostałości kompanii podzielono na grupki i polecono przedzierać się na wschód do Lwowa i Stanisławowa. W okresie 9–12 września będący we Lwowie por. Wróblewski zebrał ze swojej 56 kmk 2 oficerów i 90 saperów kolejowych. Od dowódcy 51 GWK por. Wróblewski otrzymał rozkaz zbierania we Lwowie wszystkich rozproszonych saperów kolejowych i odtworzenie swojej kompanii. 14 września kompania za zgodą delegata wojskowego w DOKP Lwów, udała się trzema samochodami do Stanisławowa do OZSMK nr 1. W Rohatyniu saperzy zostali zatrzymani do obrony miasteczka przez płk. E. Bardela, oficerowie udali się do Stanisławowa. Do 16 września do Stanisławowa dotarli wszyscy oficerowie 56 kmk i połowa stanu kompanii. Z rozbitków utworzono kompanię. 17 września 56 kmk bez sprzętu załadowała się do transportu kolejowego i wraz z ośrodkiem zapasowym odjechała w kierunku granicy węgierskiej, a dowódca kompanii wysłany samochodem wcześniej do Tarnopola po saperów dotarł do granicy rumuńskiej, którą przekroczono 18 września po południu. Po przekroczeniu granic saperzy zostali internowani.

#### 57 kompania mostów kolejowych
Sformowana w I rzucie mobilizacji powszechnej do 3 września 1939 roku, kompanią dowodził por. Henryk Teichen. Zgodnie z planem 57 kmk podlegała bezpośrednio pod Dowódcę Wojsk Kolejowych w Polu. Jej zadaniem było utrzymanie w przejezdności i ruchu odcinka linii kolejowej Brześć nad Bugiem-Kowel. Wyjechała na przydzielony odcinek 3 września. Prawdopodobnie nie dotarła w wyznaczone miejsce tracąc swój transport i wyposażenie techniczne. Informacji na temat działań brak. Wiadomo jest, że 18 września 57 kmk brała udział w natarciu 6 Dywizji Piechoty na Narol i Lipsko.

#### 58 kompania mostów kolejowych
Sformowana w I rzucie mobilizacji powszechnej do 3 września 1939 roku, kompanią dowodził por. Franciszek Dudek. Zgodnie z planem 58 kmk podlegała bezpośrednio pod Dowódcę Wojsk Kolejowych w Polu. Jej zadaniem było utrzymanie w przejezdności i ruchu odcinka linii kolejowej Skarżysko Kamienna-Jędrzejów. Nocą z 3/4 września 58 kmk wyruszyła z nieznanych przyczyn w kierunku wschodnim, zamiast na planowany odcinek. 6 września kompania przybyła do Tarnowa. Dowódca 51 GWK wydał dowódcy kompanii rozkaz zaminowania mostu na Dunajcu w Bogumiłowicach posiadanym materiałem wybuchowym i wydzielenia drużyny saperów wraz z oficerem do jego założenia. Saperzy 58 kmk w Bogumiłowicach wsparli w pracach przy moście pluton z kompanii 2/65 batalionu saperów. 8 września kompania odjechała w kierunku wschodnim dalsze losy kompanii nie są znane. Ustalono tylko, że 23 września 58 kmk wraz z 24 kmk uczestniczyła w zdławieniu i likwidacji wystąpienia ukraińskiej dywersji w Lubomlu. W trakcie rewizji podczas walk z dywersją w mieście i okolicach skonfiskowano 11 wozów broni ręcznej łącznie z maszynową i wyposażenia wojskowego. Aresztowano 11 osób jako dywersantów i sabotażystów, których przekazano do Komendy Garnizonu w Chełmie Lubelskim.

#### 59 kompania mostów kolejowych
Formowana w I rzucie mobilizacji powszechnej do 4 września 1939 roku, kompanią dowodził por. Roman Stachański, zastępca dowódcy ppor. Konrad Skrzycki. Z uwagi na trudności komunikacyjne, do 3 września 59 kmk zdołała zmobilizować tylko 60% stanu szeregowych kompanii. Zgodnie z planem 59 kmk podlegała bezpośrednio pod Dowódcę Wojsk Kolejowych w Polu. Jej zadaniem było utrzymanie w przejezdności i ruchu na krakowskim węźle kolejowym oraz odcinku linii kolejowej do Oświęcimia. 4 września z brakami w stanie osobowym kompania na rozkaz pełnomocnika wojskowego z DOKP Kraków odjechała na wschód. 5 września osiągnęła stację kolejową Tarnów i wzięła udział w jej odbudowie. Nocą 5/6 września odjechała dalej na wschód docierając 7 września do Rzeszowa. Od rana 8 września odbudowywała stację kolejową Łańcut, a wieczorem tego dnia przybyła do Przeworska. Na rozkaz dowódcy 51 GWK odbudowała mostek i dwa tory w kierunku Przemyśla. 9 września 59 kmk przez Przemyśl pojechała w kierunku Medyki, po drodze naprawiła jeden z torów. i dalej jadąc w kierunku Lwowa naprawiała zniszczenia po nalotach. Z uwagi na przecięcie linii kolejowej do Lwowa 12 września, dowódca 59 kmk podjął decyzję o pozostawieniu składu przed Lwowem. 13 września kompania w sile 200 żołnierzy dotarła do Lwowa. Dwukrotnie nocą 13/14 i 15 września podjęto próby ściągnięcia pozostawionego składu kompanijnego do Lwowa, próby te były nieudane z uwagi na przebywanie w pobliżu składu oddziałów niemieckich i ostrzał rejonu od Rogatki Gródeckiej. 59 kmk pozyskała część narzędzi i sprzętu z zasobów lwowskiej DOKP, prowadziła naprawy i usuwała skutki bombardowań torów i dworców kolejowych sprzętem improwizowanym. 22 września 59 kmk złożyła broń przed wojskami sowieckimi.

#### 60 kompania mostów kolejowych
Sformowana w I rzucie mobilizacji powszechnej do 3 września 1939 roku, kompanią dowodził por. Kazimierz Malaczyński. Zgodnie z planem 60 kmk podlegała bezpośrednio pod Dowódcę Wojsk Kolejowych w Polu. Jej zadaniem było utrzymanie w przejezdności i ruchu odcinka linii kolejowej Skarżysko Kamienna-Dęblin. Mobilizacja przebiegła sprawnie, wieczorem 3 września 60 kmk odjechała z Krakowa. Dalsze losy kompanii nie są znane.

#### 61 kompania mostów kolejowych
Sformowana w I rzucie mobilizacji powszechnej do 3 września 1939 roku, kompanią dowodził por. Henryk Wizbek. Zgodnie z planem 61 kmk podlegała bezpośrednio pod Dowódcę Wojsk Kolejowych w Polu. Jej zadaniem było utrzymanie w przejezdności i ruchu węzła łódzkiego i odcinka linii kolejowej z Łodzi do Zduńskiej Woli. 3 września wieczorem kompania odjechała na swój odcinek. Odnośnie do działań 61 kmk nie udało się nic ustalić do 12 września. W nocy 12/13 września wg meldunku dowódcy odcinka Zielonka 61 kmk weszła w skład grupy płk. dypl. Ludwika de Laveaux na przedpolach warszawskiej Pragi. 14 września działała na kierunku Praga-Rembertów-Okuniew, stan osobowy w tym dniu to 216 saperów. Dalsze losy kompanii nie są znane.

#### 62 kompania mostów kolejowych
Sformowana w I rzucie mobilizacji powszechnej do 3 września 1939 roku, kompanią dowodził por. Kazimierz Sokolski, zastępcą dowódcy był ppor. Stefan Filipowicz. Zgodnie z planem 62 kmk podlegała bezpośrednio pod Dowódcę Wojsk Kolejowych w Polu. Jej zadaniem było utrzymanie w przejezdności i ruchu węzła dęblińskiego i odcinka linii kolejowej z Dęblina do Siedlec. 3 września 62 kmk odjechała na swój odcinek. Jadąc poprzez Tarnów 4 września napotkała na wielkie zniszczenia z powodów nalotów lotniczych linii kolejowych i infrastruktury kolejowej. Naprawiano tory, stacje kolejowe, mosty, wiadukty i przejazdy odblokowywano składy kolejowe. Z uwagi na mnogość zniszczeń kompania nie dojechała do Dęblina. Ustalono, że kompania dotarła do Chełma Lubelskiego. 14 września jeden z plutonów 62 kmk naprawił most kolejowy na Bugu na linii Chełm Lubelski-Kowel na północ od Dorohuska. Po 17 września 62 kmk znalazła się w Kowlu, otrzymał rozkaz z dowództwa w Kowlu przedarcia się z kompanią do Rumunii lub rozwiązania pododdziału. Próba przedarcia się nie powiodła się z uwagi na przecięcie torów pod Łuckiem przez oddziały sowieckie. Kompania została rozwiązana, żołnierze rozeszli się do domów. 12 żołnierzy z por. Sokulskim wyruszyła w kierunku granicy węgierskiej, w rejonie Rohatyn dołączyli do 100 osobowej grupy różnych formacji. Nocą 21/22 września zostali otoczeni przez sowiecki oddział pancerno-motorowy, z którym podjęli czterogodzinną walkę. Ci co ocaleli dostali się do niewoli, z której większość zbiegła.

#### 63 kompania mostów kolejowych
Formowana w I rzucie mobilizacji powszechnej do 4 września 1939 roku. Zgodnie z planem 63 kmk podlegała 51 GWK Armii „Kraków”. 3 września w trakcie mobilizacji z uwagi na ewakuację Krakowa kompania odjechała na poligon Grzegórzki, gdzie mundurowano kompanię i pobierano z magazynów wyposażenie techniczne. Zabrakło dla kompanii pasów głównych. Kompania nie została w pełni zmobilizowana, z uwagi na zniszczenia komunikacyjne nie dotarli wszyscy rezerwiści, wcielono zaledwie 40% stanu etatowego kompanii. Nocą 3/4 września 63 kmk odjechała na wschód w kierunku Tarnowa. Od stacji Kłaj przystąpiono do usuwania zniszczeń kolejowych i sieci telefonicznej odblokowywano transporty, w trakcie prac zaginęło 6 saperów. W trakcie działalności kompanii w rejonie Kłaja wcielono do kompanii wielu rezerwistów zmierzających do Krakowa z kartami mobilizacyjnymi do 1 batalionu mostów kolejowych, stan kompanii podniósł się do 90% stanów etatowych. Rozkazem mjr. Forysia część 63 kmk odjechała do odbudowy stacji w Tarnowie, a nocą 4/5 września reszta kompanii odjechała na odcinek Dębica-Rzeszów. Po dojechaniu do Mościc k/Tarnowa przez cały dzień pomimo nalotów lotnictwa niemieckiego naprawiano most na Dunaju. W Tarnowie 5 września po ciężkim nalocie saperzy 63 kmk usuwali szkody, oczyszczono z wraków jeden tor i wznowiono ruch na linii. Z Tarnowa kompania przybyła do Ropczyc, gdzie 6 września usuwała dalsze zniszczenia linii kolejowych, tam była atakowana przez samoloty niemieckie, które uszkodziły kilka wagonów taboru kompanii. Nocą 7/8 września saperzy kolejowi 63 kompanii na rozkaz zniszczyli urządzenia stacyjne i odjechali do Rzeszowa. Z uwagi na zatarasowanie torów i uszkodzenia ich, 63 kmk podjęła się pracochłonnego udrożnienia toru na przestrzeni kilku kilometrów. Dzięki temu tabor kompanii i inne transporty z magazynów w Rzeszowie udało się ewakuować dalej na wschód. 8 września i następną noc 63 kompania poprzez Łańcut, Przeworsk rano 10 września dotarła do stacji Tywonia k/Jarosławia. W trakcie jazdy transport kompanii był ostrzeliwany z broni maszynowej przez dywersantów. Z uwagi na zatarasowanie torów i pojawienie się oddziałów niemieckich, wyładowano pojazdy mechaniczne kompanii oraz broń i najpotrzebniejszy sprzęt. Saperzy otrzymali rozkaz przedzierania się drużynami do Lwowa, a por. Jabłoński miał wysadzić pociąg ze sprzętem. Ogółem do Lwowa dotarło ok. 140 saperów. We Lwowie pozostał jeden pluton, a reszta 63 kmk pomaszerowała do OZSMK nr 1 w Stanisławowie.
Obsada personalna:
- dowódca kompanii – kpt. Czesław Marian Stanisław Paczoski,
- zastępca dowódcy – por. Stanisław Jabłoński,
- dowódca I plutonu – ppor. rez. inż. Roman Sołtyński,
- dowódca II plutonu – ppor. rez. Oszer (Oskar) Zylberblat,
- dowódca III plutonu – ppor. rez. Antoni Marszałek,
- dowódca IV plutonu – NN,
- dowódca plutonu technicznego – NN,
- szef kompanii – st. sierż. Tomasz Dunajski[46].

#### 64 kompania mostów kolejowych
Sformowana w I rzucie mobilizacji powszechnej do 4 września 1939 roku, kompanią dowodził kpt. Piotr Dobrakowski, zastępcą dowódcy był por. Stanisław Kuzian. Zgodnie z planem 64 kmk podlegała bezpośrednio pod Dowódcę Wojsk Kolejowych w Polu. Jej zadaniem było utrzymanie w przejezdności i ruchu szlaku kolejowego Brześć nad Bugiem-Kowel. Kompania nie dokończyła mobilizacji personalnej, nie dotarli z uwagi na utrudnienia komunikacyjne rezerwiści, posiadała cały sprzęt techniczny. 4 września rano ewakuowana została z Krakowa w kierunku Tarnowa. 5 września 64 kmk uczestniczyła w odbudowie stacji kolejowej w Tarnowie po trzech silnych nalotach niemieckich. W trakcie prac kompania była atakowana przez lotnictwo niemieckie ponosząc starty w poległych i rannych. Do 6 września udrożniono linię z Tarnowa na wschód. 9 września 64 kmk przejechała przez stację kolejową w Lubaczowie kierując się w wyznaczony rejon. Dalsze losy kompanii są nieznane. Wiadomo jest, że 18 września 64 kmk brała udział w natarciu 6 Dywizji Piechoty na Narol i Lipsko.

#### 65 kompania mostów kolejowych
Formowana w I rzucie mobilizacji powszechnej do 4 września 1939 roku. Formowanie rozpoczęto już 30 sierpnia przybyły tego dnia zawiązki stanu czynnego, pobrano 31 sierpnia uzbrojenie, umundurowanie, oporządzenie oraz skompletowano kadrę oficerską. Kompanią dowodził por. Edward Nowak, zastępcą dowódcy był por. rez. Czesław Ignatowicz. Kompania pobierała jako ostatnia wyposażenie i zabrakło na pełny stan: plecaków, furażerek, pasów głównych, części umundurowania, menażek, żabek do bagnetów itp. 3 września zebrano ok. 200 saperów i pobrano sprzęt techniczny oraz saperski z magazynów na poligonie Grzegórzki. Wieczorem tego dnia dołączono 50 saperów pozostałych z nadwyżek mobilizacyjnych. Zgodnie z planem 65 kmk podlegała 51 GWK Armii „Kraków”. Zabrakło dla kompanii pełnego wyposażenia w wagony oraz nie dostawiono parowozu. Z uwagi na ewakuację Krakowa dołączono do transportów 64 kmk, transporty 65 kompanii. W dniu 4 września rano 65 kmk wraz z 64 kompanią odjechały przez Brzesko do stacji kolejowej Tarnów, gdzie podjęto prace przy usuwaniu zniszczeń. Wraz z 65 kmk pracowała 171 kompania robocza drogowo-kolejowa. W trakcie prac 65 kompania została zbombardowana utraciła 6 poległych i ok. 20 rannych. Rozkazem mjr. Forysia kompania została dostarczona do Woli Rzędzińskiej i miała obsługiwać odcinek Tarnów-Dębica. 6 września por. Nowak nakazał por. rez. Ignatowiczowi wyładować 65 kompanię do pobliskiego lasu i dokończyć organizację i wydać dla dowódcy saperów Armii „Kraków” materiał wybuchowy. Sam udał się samochodem do Rzeszowa po żywność i parowóz. Po powrocie nie zastał kompanii na miejscu postoju. Udał się na jej poszukiwanie docierając 7 września do Jarosławia, 8 września do Przemyśla, a 12 września do Lwowa. We Lwowie od mjr. Forysia dostał rozkaz zorganizowania kompanii saperów kolejowych z rozbitków. Z uwagi na rezygnację z odtwarzania wyjechał 14 września do Stanisławowa. Po drodze budował zapory ppanc. w Rohatyniu do 18 września, po czym dołączył w momencie dojazdu OZSMK nr 1 do Worochty. 65 kmk na wiadomość od zawiadowcy stacji o zbliżaniu się czołgów niemieckich, por. rez. Ignatowicz z przejeżdżającego transportu zabrał jedną lokomotywę i wyruszył z kompanią przez Dębicę w kierunku do Rzeszowa. W trakcie postoju por. rez. Ignatowicz udał się motocyklem do Rzeszowa, celem uzyskania dalszych rozkazów, amunicji i żywności. Do własnej kompanii por. rez. Ignatowicz nie dołączył, za to wraz 59 kmk dotarł do Lwowa. Komendę przekazał nad 65 kmk dowódcy 1 plutonu por. rez. inż. Jakubowi Sitko. Podczas dalszej jazdy kompania naprawiała uszkodzenia torów i oczyszczała tory. Za Rzeszowem 8 września dowództwo 51 GWK wypłaciło dla kompanii 2 000 zł na zakup żywności i tytoniu i nakazało dalszą jazdę oraz usuwanie zniszczeń na trasie do Jarosławia. W trakcie ataku pojedynczego samolotu na transport kompanii poległ jeden saper. 8 września z uwagi na informację, że tory w rejonie Jarosławia zostały przekroczone przez wojska niemieckie por. rez. Sitko wraz z plutonem udał się na rozpoznanie i oczyszczanie torów, zastępcą mianował ppor. rez. Szwankowskiego dowódcę plutonu elektrotechnicznego. Nie mogąc doczekać się powrotu por. Sitki, kompania przywracając drożność pojechała do przodu. W nocy 9/10 września transport opuścił ppor. rez. Szwankowski i dowódca II plutonu. 10 września na południowy wschód od Jarosławia w rejonie stacji kolejowej Munina na wiadomość o ostrzeliwaniu transportów przez dywersantów, ok. godz.13 65 kmk pod dowództwem ppor. rez. Józefa Siemiradzkiego wykonała natarcie na pozycje dywersantów, okazało się, że przeciwnikiem są regularne pododdziały niemieckie. Doszło do trzygodzinnej walki, w trakcie której włączyły się do wsparcia oddziałów niemieckich 3 samoloty bombardujące i ostrzeliwujące 65 kmk. Kompania została częściowo rozbita i rozproszona. Ostatecznie po walce zebrano ok. 140 saperów, eszelon z uwagi na brak wody w parowozie został unieruchomiony. Kompania po spieszeniu się przekroczyła San i na stacji kolejowej Suchorów, uruchomiła lokomotywę i do 10 wagonów załadowano kompanię. W trakcie jazdy do Rawy Ruskiej z uwagi na zablokowanie drogi przez transporty kolejowe i naloty lotnictwa kompania spieszyła się i 11 września dotarła pieszo do Rawy Ruskiej. Następnie na rozkaz napotkanego oficera kompania dotarła do Żółkwi 12 września. Licząca ok. 100 żołnierzy 65 kompania została skierowana przez Biatatycze do Kamionki Strumiłowej. 14 września 65 kmk pomaszerowała do Buska dalej przez Krasne, Jaktorów, do Przemyślan, gdzie dotarła wieczorem 15 września. Następnie pociągiem dojechała do Połturowa i 16 września pomaszerowała do Stanisławowa. Do Stanisławowa kompania już w sile 70 saperów przybyła 18 września, skąd przygodną samochodową kolumną sanitarną dojechała do Nadwórnej, gdzie dołączył por. Nowak. Noc 18/19 września kompania spędziła w Tatarowie, a następnie rano 19 września 65 kmk przekroczyła granicę węgierską i została internowana.

### Czołówki warsztatowe mostów kolejowych
W ramach mobilizacji powszechnej sformowano czołówki warsztatowe mostów kolejowych typu I ze stacją elektrowagonową nr 5, nr 6 oraz typu II nr 7. Czołówki miały za zadanie współpracować z kmk przy większych odbudowach zwłaszcza mostów kolejowych oraz miały za zadanie naprawiać specjalistyczny sprzęt wojsk kolejowych. Czołówki podlegały bezpośrednio Dowódcy Wojsk Kolejowych w Polu (DWKwP). Czołówki typu I posiadały skład 14 wagonowy z parowozem typu lekkiego, w tym wagony: elektrownia, kuźnia, mechaniczny, montażowym, stolarnią, 4 kryte dla obsługi, kuchnią, magazynem, osobowym, krytym podoficerskim i lorą na materiały, samochód ciężarowy i motocykl. Obsługa czołówki typu I liczyła 70 żołnierzy. Czołówka typu II nie posiadała stacji elektrowagonowej, mała wagony: ślusarsko-mechaniczny, kowalsko-spawalniczy, stolarsko-ciesielski oraz wagony mieszkalne i gospodarcze. Czołówka typu II liczyła 48 żołnierzy.

#### Czołówka nr 5 typu I
Zmobilizowana w ramach I rzutu mobilizacji powszechnej do 4 września. Dowódcą jej miał być kpt. Bobryk. O działaniach jej nic nie wiadomo, prawdopodobnie dołączyła do OZSMK nr 1 w Stanisławowie i wraz z nim przekroczyła granicę i została internowana.

#### Czołówka nr 6 typu I
Zmobilizowana w ramach I rzutu mobilizacji powszechnej do 4 września. Zmobilizowana w całości i sprawnie, otrzymała pełne wyposażenie w kompletne urządzenia tokarskie, ślusarskie, spawalnicze, kuźnię i agregat prądotwórczy. Dowódcą jej był kpt. rez. inż. Jan Krygowski. Została podporządkowana Armii „Karpaty” O działaniach jej jest niewiele wiadomo. Ustalono, iż poruszała się szlakiem kolejowym z Krakowa przez Tarnów, Dębicę, Rzeszów, Przeworsk, Nisko, Rozwadów, Sandomierz, Rozwadów, Kraśnik, Lublin, Rejowiec, Chełm Lub., Włodawę, Brześć n/Bugiem, Kowel, Kiwerce do Tarnopola. Z powodu braku rozkazów oraz licznych i częstych kilkudniowych postojów nie odegrała jakiejkolwiek roli, przekraczając ostatecznie granicę rumuńską.

#### Czołówka nr 7 typu II
Zmobilizowana w ramach I rzutu mobilizacji powszechnej do 4 września (mobilizowana miała być do 6 września). Dowódcą jej był kpt. Roman Sachanek. O działaniach jej nic nie wiadomo, ustalono jedynie, że 7 września kierowała się do Lwowa. Jej dowódca dostał się do niewoli sowieckiej.

### Stacje elektrowagonowe
Stacja elektrowagonowe prawdopodobnie zostały zmobilizowane, o ich przebiegu mobilizacji, działaniach i obsadzie nic nie wiadomo. Miały być zmobilizowane w I rzucie mobilizacji powszechnej w 6 i 7 dniu jej trwania. Planowano ich przydział nr 5 do Armii „Łódź”, nr 6 do Armii „Pomorze” i nr 7 do Armii „Karpaty”. Prawdopodobnie po zmobilizowaniu włączono je do OZSMK nr 1 i dzieliły jego losy.

## Obsada personalna pułku/batalionu
Dowódcy pułku / batalionu
- płk Mikołaj Kolankowski (22 II 1921 – 25 X 1926 → szef saperów OK V[f])
- ppłk inż. Kazimierz Stroka (p.o. 12 XI 1925 – 31 I 1927)
- płk sap. Alfred Spett (od 31 I 1927[3])
- ppłk Adam Stanisław Zarzycki (od 6 XI 1928)
- mjr sap. Józef Bochnia (od 24 VI 1935)
- mjr / ppłk dypl. sap. Tadeusz Wasilewski (7 V 1936 – 1939)

Zastępcy dowódcy pułku / batalionu (od 1938 roku – I zastępca dowódcy batalionu)
- ppłk Alfred Spett (XI 1921 – VII 1922 → komendant Kolejowej Linii Ćwiczebnej)
- ppłk inż. Kazimierz Stroka
- ppłk inż. Jan Hampel (p.o. 1927[53] – 26 IV 1928 → praktyka w 5 Okręgowym Szefostwie Budownictwa[54])
- mjr sap. Józef Bochnia (od XII 1934[55])
- ppłk sap. Józef Wyporek (1939)

Kwatermistrzowie (od 1938 roku – II zastępca dowódcy batalionu)
- mjr sap. Adam Pinkas (1927 – 26 IV 1928 → zastępca delegata SG przy Dyrekcji PKP Gdańsk w Bydgoszczy[54])
- mjr sap. Józef Wyporek (IV 1935[56] – ? → zastępca dowódcy 1 bmk)
- mjr sap. Mieczysław Bronisław Marian Jabłoński (1939)

Oficerowie pułku / batalionu
- ppor. sap. inż. Zenon Thienel

### Kawalerowie Virtuti Militari
Żołnierze 1 pułku saperów kolejowych odznaczeni Krzyżem Srebrnym Orderu Wojskowego Virtuti Militari

- mjr dr inż. Kazimierz Bartel
- płk inż. Jan Brzozowski-Haluch
- kpt. inż. Władysław Burgielski
- mjr inż. Władysław Gallas
- kpt. inż. Kazimierz Kowalski
- kpt. Michał Orkisz
- mjr Alfred Spett

### Obsada personalna pułku w 1927 roku
Obsada personalna pułku w 1927 roku
- dowódca pułku – płk sap. Alfred Spett
- p.o. zastępcy dowódcy pułku – ppłk inż. Jan Hampel
- adiutant – kpt. Józef Eker
- kwatermistrz – mjr Adam Pinkas
- komendant linii ćwiczebnej i poligonu – mjr Stanisław Józef Słupecki (do 31 X 1927 → referent 10 Okręgowego Szefostwa Budownictwa[59])
- komendant linii ćwiczebnej i poligonu – mjr Bolesław Orczykowski (od 31 X 1927[60])
- zastępca komendanta linii ćwiczebnej i poligonu – kpt. Ludwik Pustelnik (od 26 IV 1928 p.o. dowódcy II baonu[61])
- komendant Składnicy Technicznej i Warsztatów – kpt. Stanisław Bryk (do 31 X 1927 → oficer magazynowy materiałów mostów kolejowych w Jędrzejowie[62])
- dowódca I batalionu – mjr inż. Edward Pietroń
- dowódca 1 kompanii – kpt. Józef Duźniak
- dowódca 2 kompanii – kpt. Władysław Suchodolski (od 26 IV 1928 p.o. dowódcy I baonu[61])
- dowódca II batalionu – mjr Franciszek Engel (do 26 IV 1928 → praktyka poborowa w PKU Kraków Powiat[54])
- dowódca 3 kompanii – kpt. Roman Szafarczyk
- dowódca 4 kompanii – kpt. inż. Stanisław Konarski
- p.o. dowódcy III batalionu – kpt. Władysław Zakulski
- dowódca 5 kompanii – kpt. inż. Artur Pacowski
- dowódca 6 kompanii – kpt. Wiktor Adel

### Obsada personalna batalionu w marcu 1939 roku
Obsada personalna batalionu w marcu 1939 roku:
Dowództwo batalionu
- dowódca batalionu – ppłk dypl. sap. Tadeusz Wasilewski
- I zastępca dowódcy batalionu – ppłk Józef Wyporek
- adiutant – por. Nowak Edward
- oficer sztabowy ds. wyszkolenia – kpt. inż. Oszczakiewicz Henryk
- oficer poligonowy – por. rez. pdsc. Miliński Stefan
- lekarz medycyny – por. lek. Ostrowski Tadeusz Karol

- II zastępca dowódcy (kwatermistrz) – mjr Mieczysław Bronisław Marian Jabłoński
- oficer mobilizacyjny – kpt. Zydel Wacław Antoni
- z-ca oficera mobilizacyjnego – chor. Jabłoński Jan
- oficer administracyjno-materiałowy – por. Witkowski Michał
- oficer gospodarczy – kpt. int. Siwek Edward Józef
- dowódca kompanii gospodarczej – por. Kuzian Stanisław Karol
- oficer żywnościowy – vacat

- komendant parku – mjr Kimmerling Zygmunt
- zastępca komendanta – por. Jabłoński Stanisław

- dowódca plutonu łączności – ppor. Tadeusz Śmigielski

kompania szkolna
- dowódca kompanii szkolnej – mjr Tadeusz Franciszek Foryś
- dowódca plutonu – por. Franciszek Kulesza
- dowódca plutonu – por. Władysław Borusiewicz
- dowódca plutonu podchorążych rezerwy – por. Roman Stachański

1 kompania
- dowódca 1 kompanii – por. Wróblewski Tadeusz
- dowódca plutonu – por. Mazurkiewicz Zenon Ryszard
- dowódca plutonu – por. Skrzycki Konrad

2 kompania
- dowódca 2 kompanii – por. Malaczyński Kazimierz Jerzy
- dowódca plutonu – ppor. Karwiński Zbigniew Wojciech
- dowódca plutonu – ppor. Stafiej Mieczysław Karol
- dowódca plutonu – ppor. rez. pdsc. Dyndul Michał

3 kompania
- dowódca 3 kompanii – por. Szewczyk Jan
- dowódca plutonu – ppor. Filipowicz Stefan
- dowódca plutonu – ppor. Obtułowicz Leon Lesław Franciszek

4 kompania
- dowódca 4 kompanii – por. Niepokojczycki Witold
- dowódca plutonu – ppor. Gaszek Jan

5 kompania
- dowódca 5 kompanii – por. Kryk Władysław
- dowódca plutonu – ppor. Juszkiewicz Zygmunt
- dowódca plutonu – ppor. Malik Janusz Adam

Oddelegowani na kurs
- por. Dudek Franciszek
- por. Parlak Stanisław
- por. Sokólski Kazimierz
- por. Teichen Henryk Ignacy
- por. Wizbek Henryk
- ppor. Paulisz Stanisłw Zygmunt

### Żołnierze batalionu – ofiary zbrodni katyńskiej
Biogramy zamordowanych znajdują się na stronie internetowej Muzeum Katyńskiego
| Nazwisko i imię    | stopień              | zawód                   | miejsce pracy przed mobilizacją       | zamordowany |
| ------------------ | -------------------- | ----------------------- | ------------------------------------- | ----------- |
| Bułaj Aleksander   | podporucznik         | technik drogowo-mostowy |                                       | Katyń       |
| Bzowski Jerzy      | porucznik rezerwy    | inżynier                | kontroler drogowy PKP Sucha Beskidzka | Katyń       |
| Dąbrowski Zbigniew | podporucznik rezerwy | inżynier                | Urząd Wojewódzki w Tarnopolu          | Katyń       |
| Kulczycki Ryszard  | podporucznik rezerwy | inżynier                | pracował w Warszawie                  | Katyń       |
| Sahanek Roman      | kapitan              | żołnierz zawodowy       |                                       | Katyń       |
| Zborowski Wilhelm  | podporucznik rezerwy | technik                 | parowozownia PKP w Oświęcimiu         | Katyń       |
| Gdesz Zygmunt      | podporucznik rezerwy | technik kolejnictwa     | PKP Piotrków Trybunalski              | Charków     |
| Heinrich Roman     | kapitan rezerwy      | inzynier elektryk       | (e)                                   | Charków     |
| Jelonek Augustyn   | podporucznik rezerwy |                         | wykładowca AGH (e)                    | Charków     |
| Miliński Stefan    | porucznik rezerwy    | urzędnik                | „Auto-Opona”                          | Charków     |
| Mizera Ignacy      | podporucznik rezerwy | inżynier rolnik         |                                       | Charków     |
| Olszewski Stefan   | podporucznik rezerwy | technik kolejnictwa     | dyrekcja PKP we Lwowie                | Charków     |
| Sadowski Janusz    | porucznik rezerwy    | technolog               | Elektrownia Miejska Kalisz            | Charków     |
| Thienel Zenon      | podporucznik rezerwy | inżynier dróg i mostów  | pracował w Zakopanem                  | Charków     |
| Krupa Kazimierz    | podporucznik rezerwy | inż. urzędnik           |                                       | ULK         |
| Sokólski Kazimierz | porucznik            |                         |                                       | ULK         |

## Symbole pułku
Chorągiew pułku (sztandar batalionu)
Idea ufundowania pułkowi chorągwi zrodziła się z inicjatywy prezesa krakowskiej Dyrekcji Okręgowej Kolei Państwowych, inż. Pawła Prachtla-Morawiańskiego i komisarza tej dyrekcji, Włodzimierza Gorzeckiego. 9 grudnia 1924 zwołali oni konferencję z udziałem przedstawicieli wszystkich wydziałów dyrekcji, na której przedstawili pomysł ufundowania chorągwi. Spotkał się on z całkowitą aprobatą, w związku z tym zwrócono się do wszystkich pracowników z apelem o zbiórkę pieniędzy. W skład komitetu fundacyjnego pod przewodnictwem inż. Pawła Prachtla-Morawiańskiego weszli: dr Alfred Muller, inż. Marian Niewiadomski, inż. Noworyta, inż. Józef Palimączyński, inż. Czesław Piątkowski i Stanisław Polman oraz płk Mikołaj Kolankowski, ppłk Adam Zarzycki, kpt. Lucjan Frączkiewicz, kpt. Adam Pinkas, kpt. Ludwik Pustelnik i por. Władysław Błażejowski.
30 maja 1925 Prezydent RP zatwierdził wzór lewej strony płachty chorągwi 1 pułku saperów kolejowych. Chorągiew została wykonana w zakładzie hafciarskim p. Lukówiczowej w Krakowie. W sobotę 11 lipca 1925 w Zamku Królewskim na Wawelu Prezydent RP Stanisław Wojciechowski wręczył chorągiew dowódcy jednostki, pułkownikowi Mikołajowi Kolankowskiemu. Rodzicami chrzestnymi zostali: inspektor armii, generał broni Stanisław Szeptycki i wojewodzina Kowalikowska, wojewoda krakowski, Władysław Kowalikowski i generałowa Szeptycka, dowódca Okręgu Korpusu Nr V, generał dywizji Mieczysław Kuliński i p. Elżbieta Prachtel-Morawiańska oraz dyrektor Paweł Prachtel-Morawiański i generałowa Kulińska.
Prawa strona sztandaru była wzoru regulaminowego, na lewej, w rogach na tarczach umieszczono:
prawym górnym – symbol broni pancernych – szyszak
oparty o koło skrzydła kolejowego; lewym górnym – herb Krakowa
prawym dolnym – Matka Boska z Dzieciątkiem patronka pułku;
lewym dolnym – Wzgórze Wawelskie;
Na amarantowych ramionach krzyża kawalerskiego wyhaftowano następujące napisy związane z działaniami oddziałów wchodzących w skład pułku: na górnym – Koziatyn – Zarudyńce 6 VI 1920
na dolnym – Serbinowce 20 VI 1920
na lewym – Lwów listopad 1918
na prawym – Ołyka I VIII 1919, Połock 24 VIII 1920
|  |  |

Odznaka pamiątkowa
19 czerwca 1937 Minister Spraw Wojskowych, generał dywizji Tadeusz Kasprzycki zatwierdził wzór i regulamin odznaki pamiątkowej 1 bmk. Odznakę o wymiarach 41 × 28 mm stanowi srebrny prostokąt, z umieszczonym w górnej części orzełkiem na tle prostokątnego przęsła mostu, zaś w dolnej znajdują się po dwie pary szyn z prawej i z lewej strony. Pomiędzy torami widnieje proporczyk w barwach saperów czarno-czerwony, a pośrodku znak kolejowy. Odznaka jest srebrna, emaliowana, wybita w pracowni grawerskiej w Warszawie. Złożona jest z dwóch części połączonych za pomocą dwóch nitów. Nakładką jest jedynie skrzydełko kolejowe wykonane w złocie. Rewers – gładki, z wybitymi od góry: kolejnym numerem nadania. Spotyka się też odznaki jednoczęściowe, wykonane w srebrze lub białym metalu. Wszystkie mają gładki rewers, niektóre mają wybite punce lub nazwisko.